# Konrad von dem Eichhorn († 1437)
Konrad von dem Eichhorn (auch: Coin (Kuno) van dem Eychorn * 14. Jahrhundert; † 4. Februar 1437 in Aachen) war Schöffe und Bürgermeister der Reichsstadt Aachen.

## Leben und Wirken
Der Sohn des älteren Konrad von dem Eichhorn und Enkel des Altbürgermeisters Johannes von dem Eichhorn wurde um 1400 in das Schöffenkollegium aufgenommen und noch im gleichen Jahre sowie gesichert in den Jahren 1408 und 1414 zum Bürgermeister der Freien Reichsstadt Aachen gewählt. Darüber hinaus kann es sein, dass er noch weitere Amtsperioden bekleidet hatte, da die Quellen für jene Zeit unvollständig sind. Sicher ist ferner, dass es im gleichen Zeitraum einen weiteren Konrad von dem Eichhorn gab, eventuell ein Vetter des hier besprochenen, der nicht dem Schöffenkollegium angehörte und im Jahr 1407 als Bürger-Bürgermeister aufgeführt ist.
In seiner ersten Amtsperiode untersagte Konrad von dem Eichhorn zusammen mit dem Stadtrat die für 1401 geplante offizielle Krönung Ruprechts zum römisch-deutschen König, weil man mit der Absetzung seines Vorgängers Wenzel von Luxemburg nicht einverstanden war. Die Königskrönung Ruprechts fand daraufhin in Köln und ohne Übergabe der Reichsinsignien statt und König Ruprecht belegte Aachen deshalb mit einer mehrjährigen Reichsacht. Nach deren Ablauf sollte aus traditionellen Gründen die Krönung im Laufe des Jahres 1407 in Aachen wiederholt werden. Zusammen mit den Alt-Bürgermeistern Johann van den Berge und Johann Bertolf wurde Konrad von dem Eichhorn deswegen Anfang des Jahres 1407 als Delegationsleiter zu den Verhandlungen mit den kaiserlichen Räten über die geplante Wiederholung der Krönungszeremonien von König Ruprecht entsandt. Nach langen Verhandlungen einigte man sich schließlich auf einen Geldbetrag von 8000 Gulden, zu zahlen in zwei Raten, den die Stadt Aachen zu den Feierlichkeiten beitragen sollte.
Konrad von dem Eichhorn, ab 1413 offiziell zum Sendschöffen ernannt, wurde mehrfach als Gesandter der Stadt Aachen zu wichtigen Konsultationen entsendet, so unter anderem zu den Verhandlungen mit den Räten König Ruprechts im Rahmen des Konflikts um den Marbacher Bund. Ferner gehörte er im Jahr 1414 zusammen mit dem amtierenden Bürgermeister Johann Ellerborn der Delegation an, die als Vertreter Aachens das Konzil von Konstanz beobachteten und darüber der Stadt Bericht erstatteten. Im Verlauf dieses Konzils scheint ihm der Ritterschlag erteilt worden zu sein, denn seitdem bezeichnete er sich als Ritter und fügte seinem Schöffensiegel einen gekrönten Helm hinzu.
Ähnlich wie sein Vater, der bereits 1368 einen Aufstand der Weber und Tuchwalker, die sich für bessere Arbeitsbedingungen und Bezahlung eingesetzt hatten, blutig niederschlagen ließ, zeigte sich auch der jüngere Konrad von dem Eichhorn den Handwerkern gegenüber unnachgiebig. Als sich im Verlauf des Jahres 1428 aus dem Bereich des Handwerks zehn neue Ambachten gegründet hatten und sich zusammentaten, um Einfluss auf Gesetzesreformen zu erlangen, die sie notfalls wieder mit Gewalt durchsetzen wollten, wandte sich Konrad von dem Eichhorn an befreundete Edelleute, die sich als Pilger getarnt heimlich Zugang zur Stadt verschafften. In der Nacht des 2. Oktobers überfielen diese dann die Aufständischen, zu denen auch der ehemalige Werkmeister und Bruder Konrads, Gottfried von dem Eichhorn, gehörte, und metzelten zahlreiche von ihnen nieder. Die nicht geflüchteten Rädelsführer wurden gefangen genommen und tags darauf auf dem Markt hingerichtet. Die Helfer verließen nun wieder die Stadt, nachdem sie mit 10.000 Gulden abgefunden worden sind. Die Ambachten wurden aufgelöst und die Rebellen mussten dem Rat lebenslange Treue schwören. Es sollte daraufhin noch bis 1450 dauern, bis mit der Einführung des Aachener Gaffelbriefes die Interessen des Handwerks berücksichtigt wurden.
Konrad von dem Eichhorn war in erster Ehe verheiratet mit Mechtild Havermans. Da die Ehe kinderlos blieb, steckten sie ihr nicht unerhebliches Vermögen einschließlich des Werts ihrer verschiedenen Immobilien und Lehnsgüter, darunter den Schleibacher Hof, als Schenkung in mehreren Stiftungen, die unter anderem verschiedene Klöster, Armen- und Krankenhäuser unterstützen oder bei deren Neugründungen behilflich sein sollten.
Nach dem frühen Tod seiner Gattin im Jahr 1424 vermählte sich Konrad von dem Eichhorn in zweiter Ehe mit Johanna van Breust, die ihm den Sohn Karl gebar. Mit dieser Ehe erwarb er auch die Ländereien seines Schwiegervaters in Sichen-Sussen bei Hasselt und nannte sich fortan Herr zu Sichen-Sussen. Um seine Frau und seinen Sohn zu unterstützen, nahm Konrad von dem Eichhorn zugleich einige Schenkungen für seine Stiftungen wieder zurück, darunter auch den Schleibacher Hof. Im Gegenzug wurde Konrad 1425 noch mit dem Gut Uersfeld belehnt, welches 1446 sein Sohn Karl erhielt.
Konrad von dem Eichhorn verstarb am 4. Februar 1437 und wurde im Regulierherrenkloster neben seiner ersten Gattin beigesetzt. Eine Grabplatte mit Inschrift ist heute noch erhalten.